# 第二種吸収ヒートポンプサイクル
第二種吸収ヒートポンプサイクル（だいにしゅきゅうしゅうヒートポンプサイクル）は、吸収式ヒートトランスフォーマとも呼ばれる、単効用吸収冷凍サイクルを逆向きに利用し低温の冷却水によって低温排熱から熱をくみ上げる冷凍機の熱力学サイクルである。大量の低温排熱から加熱用の熱を得るために化学プロセスなどで用いられる。

## 特徴
- 高温熱源が不要である。
- 成績係数は0.5以下である。
- 昇温幅を大きくするためには、より低温の冷却水が必要である。
- 蒸発器・吸収器を高圧側、再生器・凝縮器を低圧側とし、圧力差によって熱をくみ上げる。

## サイクル
4' - 凝縮器で QC 低温冷却水で冷却し冷媒を液化する。 →3
3 - 凝縮器から蒸発器へポンプで液化した冷媒を移送する。 →1
1 - 蒸発器で液体の冷媒を低温排熱で気化させ QE 吸熱する。 →1'
1',6 - 吸収器で吸収液に冷媒蒸気を吸収させる。吸収液濃度 ξ1 →2
2 - 圧力差で希吸収液を液熱交換器へ送り QH 熱交換する →7
7 - 再生器で QG 低温排熱で希吸収液を加熱する。 →5
5 - 濃吸収液と冷媒蒸気に分離する。 →4,4'
4 - 再生器から吸収液熱交換器へ吸収液ポンプで濃吸収液を送り QH 熱交換する。吸収液濃度 ξ2 →8
8 - 吸収器で吸収液から QA 熱を取り出す。 →6

## 理論成績係数
熱交換器などの損失がない場合を考えると。
QE + QG = QA + QC
(COP)H = QA / ( QG + QE ) = QA / ( QA - QC ) < 1
(COP)H : ヒートポンプサイクルの理論成績係数
Q : 熱量
h : 吸収液のエンタルピー　h' : 吸収液と平衡する冷媒蒸気のエンタルピー